# The National Interest
Le National Interest est une revue bimestrielle fondée en 1985 par Irving Kristol. Son siège se situe à Washington. En 1989, elle a publié un article devenu célèbre de Francis Fukuyama intitulé The End of History? (La Fin de l'Histoire ?).
En 2005, un certain nombre de ses collaborateurs, emmenés par Fukuyama, ont créé un journal concurrent : The American Interest ; cette scission a été considérée comme représentative d'un schisme plus général parmi les républicains et de la fin d'une alliance inconfortable entre les néo-conservateurs (dont Fukuyama) et les réalistes, qui avait caractérisé les années Reagan[réf. souhaitée].
Alexis Debat, un consultant d'ABC News et rédacteur au National Interest, démissionne en septembre 2007 à la suite d'une exclusivité de Rue89 l'accusant d'avoir fabriqué des interviews fictives, concernant Barack Obama, Alan Greenspan, Bill Clinton, Bill Gates, etc., publiées dans la revue Politique internationale dirigée par Patrick Wajsman. L'affaire déclenche une polémique en Amérique du Nord.